# Закон о психоактивных веществах 2016 г. (Великобритания)
Закон о психоактивных веществах 2016 г. (англ. Psychoactive Substances Act 2016) —
акт Парламента, направленный на ограничение производства и продажи нового класса психоактивных веществ, часто называемых «законными наркотиками». Акт получил королевское одобрение 28 января 2016 года и вступил в силу 26 мая 2016 года на всей территории Соединённого Королевства.

## Описание
Закон определяет как «психоактивное вещество» все, что "стимулирует или угнетает центральную нервную систему человека. … влияет на психику или эмоциональное состояние человека ". Акт запрещает все такие вещества, но исключает алкоголь, табак или продукты на основе никотина, кофеин, а также продукты питания и напитки и любые лекарственные средства, которые уже регулируются Законом о злоупотреблении лекарственными средствами 1971 года
Акт должен был вступить в силу 6 апреля 2016 года. Рассмотрение было отложено на неопределённый срок из-за отсутствия ясности в том, что означает «психоактивный», и какие вещества подпадают под действие закона. В конечном итоге акт вступил в силу 26 мая 2016 года. 

## Критика
Закон подвергся критике как посягательство на гражданские свободы. Адвокат Мэтью Скотт назвал атк попыткой «запретить удовольствие», заявив, что оно может резко переборщить, запретив орехи арека, добавки, используемые в испарителях и электронных сигаретах, подушках из хмеля, а также продажу жаб и саламандр, которые естественным образом производят психоактивные вещества. Скотт пошёл дальше и предположил, что он может также запретить цветы и духи, поскольку запахи могут вызывать эмоциональный отклик. Он назвал его несовместимым с философией запрещения чего-либо только при наличии явных доказательств вреда.
Совет по вопросам наркополитики (ACMD) заявил, что закон не работает, поскольку «психоактивность вещества не может быть однозначно доказана», и что он потенциально может препятствовать научному прогрессу, ограничивая медицинские исследования.
Психофармаколог и бывший глава ACMD Дэвид Натт указал, что запрет на попперс (алкилнитриты) и закись азота трудно согласовать с тем, насколько безопасны эти препараты на практике, и утверждал, что запрет на попперс был специально нацелен на геев.